# Besuchetia ceylanica
Besuchetia ceylanica es una especie de coleóptero de la familia Latridiidae. Es la única especie del género Besuchetia.

## Distribución geográfica
Habita en Sri Lanka.